# Leptognathia mironovi
Leptognathia mironovi is een naaldkreeftjessoort uit de familie van de Leptognathiidae. De wetenschappelijke naam van de soort is voor het eerst geldig gepubliceerd in 1981 door Kudinova-Pasternak.